# Lijst van inuline of zetmeel leverende gewassen
Dit is een lijst van inuline of zetmeel leverende gewassen. Door hun gehalte aan deze polysachariden kunnen deze gewassen dienen als basisvoedsel. De met een * gemerkte soorten behoren tot de zes in de wereld belangrijkste knolgewassen .
- Aardaker (Lathyrus tuberosus)
- Aardamandel (Cyperus esculentus)
- Aardappel* (Solanum tuberosum)
- Aardpeer (Helianthus tuberosus)
- Alocasie (Alocasia macorrhiza)
- Añu (Tropaeolum tuberosusm)
- Arrowroot (Maranta arundinacea)
- Bataat* (Ipomoea batatas)
- Broodboom (Artocarpus communis)
- Cassave* (Manihot esculenta)
- Chayote (Sechium edule)
- Cichorei (Cichorium intybus var. sativum)
- Haverwortel (Tragopogon porrifolius)
- Ingerolde palmvaren (Cycas circinalis)
- Konjak (Amorphophallus konjak)
- Kudzu (Pueraria lobata)
- Mexicaanse palmvaren (Dioon edule)
- Marang (Artocarpus odoratissimus)
- Nangka (Artocarpus heterophyllus)
- Oca (Oxalis tuberosa)
- Olifantenyam (Amorphophallus paeoniifolius)
- Pastinaak (Pastinaca sativa)
- Pijlkruid (Sagittaria sagittifolia)
- Sagopalm (Metroxylon sagu)
- Schorseneer (Scorzonera hispanica)
- Taro* (Colocasia esculenta)
- Tarwe (Triticum)
- Tayer* (Xanthosoma sagittifolium)
- Tjampedak (Artocarpus integer)
- Wortelpeterselie (Petroselinum crispum var. tuberosum)
- Yam* (Dioscorea-species)
- Yamboon (Pachyrhizus erosus)
- Zonnewortel (Helianthus strumosus)